# Wilhelm Hofmeister (formgivare)
Wilhelm Hofmeister, född 1912, död 1978, tysk fordonsdesigner, chefsdesigner hos BMW 1955-1970
Bland Hofmeisters första projekt var BMW 115 (Neue Klasse) som var en my mellanklassmodell. Han formgav även BMW 3200 CS (1961), BMW 02 (1965), BMW E3 (1968) och BMW 2800 CS (1969). Han efterträddes av Paul Bracq som vidareutvecklade det formspråk som Hofmeister givit det moderna BMW.